# Skogsgardenia
Skogsgardenia (Gardenia thunbergia) är en art i familjen måreväxter från Swaziland och Sydafrika. Arten kan odlas som krukväxt i Sverige. 

## Odling
Se gardenia.

## Synonymer
- Caquepiria bergkia J.F.Gmel.
- Gardenia capensis (Montin) Druce
- Gardenia crassicaulis Salisb. nom. illeg.
- Gardenia speciosa Salisb. nom. illeg.
- Gardenia verticillata Lam. nom. illeg.
- Piringa caquepiria Juss. nom. illeg.
- Warneria thunbergia (L.f.) Stuntz